# Władysław Dąbrowski (piłkarz)
Władysław Dąbrowski (ur. 21 września 1947 w Grodzisku Mazowieckim) – polski piłkarz występujący na pozycji napastnika. Jest wychowankiem Pogoni Grodzisk Mazowiecki, której barwy reprezentował do 1966 roku. W 1966 roku został zawodnikiem Legia Warszawa, gdzie występował przez następne dwa lata. W 1968 roku podpisał kontrakt z Ursusem Warszawa. W 1972 roku przeszedł do Widzewa Łódź, który opuścił już po roku na rzecz Legii. Po czterech latach w Warszawie powrócił do Widzewa. W 1980 roku wyjechał do fińskiego OTP Oulu. W 1984 roku na rok powrócił do Ursusa, a następnie 1985 roku zakończył karierę.